# Aeropuerto de Patillas
El Aeropuerto de Patillas (FAA LID: X64) fue un aeropuerto público ubicado a una milla (2 km) al suroeste del distrito central de negocios de Patillas, en Puerto Rico. El Aeropuerto de Patillas cubre un área de 16 acres (6,5 ha). Para el período de 12 meses que finalizó el 15 de julio de 1995  el aeropuerto tuvo 2.300 operaciones de aeronaves, un promedio de 6 por día, el 100% de los cuales eran de la aviación general. Hay 10 aviones basados en este aeropuerto: 7 solo motor y 3 ultraligeros. El aeropuerto fue cerrado en 2015.